# فهم متقابل

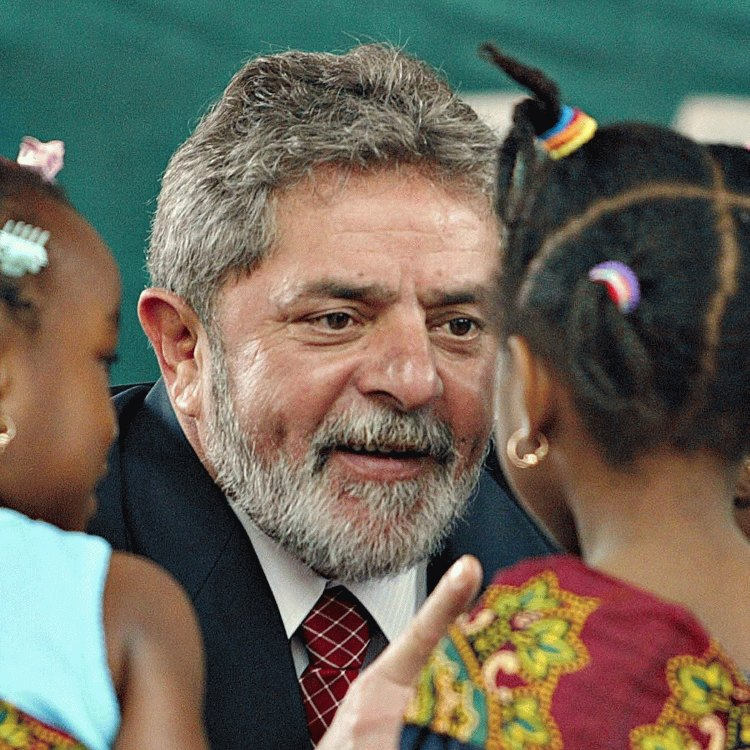
لولا داسیلوا رئیس‌جمهور برزیل با کودکان موزامبیکی که آن‌ها نیز پرتغالی‌زبان هستند، صحبت می‌کند.

فهم متقابل یا درک دوسویه (به انگلیسی: Mutual intelligibility) اصطلاح زبان‌شناسی است و دلالت بر رابطهٔ میان زبان‌ها یا گویش‌ها دارد. اصطلاح فهم متقابل، توضیح‌دهندهٔ وضعیتی است که گویشوران دو زبان‌گونهٔ متفاوت اما مرتبط، می‌تواند به‌راحتی و بدون تلاشی ویژه یا آموزشی هدفمند، یکدیگر را بفهمند. عموماً مفهوم «فهم متقابل» مهمترین معیار برای تمایز زبان‌ها از گویش‌هاست؛ گرچه اغلب، مؤلفه‌های زبان‌شناسی اجتماعی نیز در این تمایزبخشی لحاظ می‌شود.